# Базилевич Ярослав Петрович

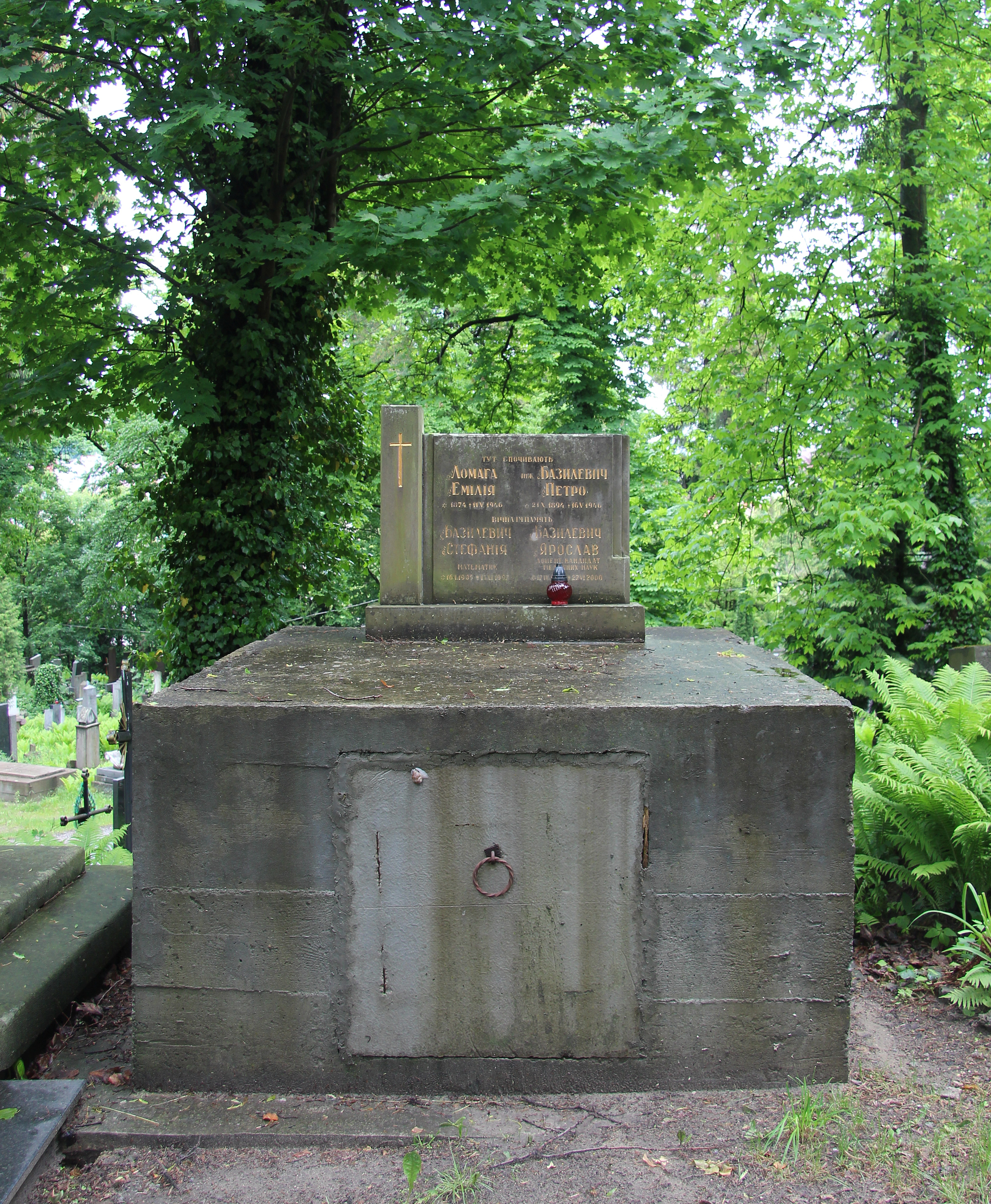

Яросла́в Петро́вич Базиле́вич (17 вересня 1935, Львів — 27 червня 2000, Львів) — український лікар, завідувач кафедри управління охорони здоров'я ФПДО (1988–2000), Львівський національний медичний університет імені Данила Галицького.

## Біографічні відомості
Закінчив медичний факультет Львівського медичного інституту (1958). Працював: офтальмолог Червоноградського вугільного комбінату (1958–1962); інспектор Червоноградського міськздороввідділу (1962–1965); заступник головного лікаря Нестерівської ЦРЛ Львівської обл. (1965–1969); аспірант (1969–1972), асистент (1972–1979), доцент (1979–1988) кафедри соціальної гігієни; завідувач (1988–2000) кафедри управління охорони здоров'я ФПДО Львівського медичного університету.
Кандидат медичних наук (1974), доцент (1981).
Похований у родинному гробівці ,на 63 полі Личаківського цвинтаря.

## Наукова діяльність
Напрями наукових досліджень: опрацювання концепції сімейного лікаря, медичної сестри і менеджера сімейної медицини; питання менеджменту і маркетингу, функціонування державної системи охорони здоров'я в умовах переходу до ринку; організація роботи відділень профілактики та позалікарняних форм медичного забезпечення (денні стаціонари поліклінік, стаціонари денного перебування хворих у лікарнях та домашні стаціонари).
Автор близько 120 наукових і навчально-методичних праць. Бронзова медаль ВДНГ СРСР (1978).
Підготував кандидата наук.

## Основні праці
- Травматизм органа зрения у шахтостроителей и шахтеров Львовско-Волынского угольного бассейна и пути его профилактики [Текст] : автореферат дис. … канд. мед. наук : 14.00.08, 14.00.33 / Я. П. Базилевич ; Львовский государственный медицинский институт МЗ УССР. — Львов, 1974. — 15 с. — Библиогр.: с. 14—15 (16 назв.).
- Влияние некоторых социально-гигиенических факторов на заболеваемость с временной утратой трудоспособности рабочих автомобильной промышленности // Сов. здравохр. - 1979. - № 4;
- Организация работы дневных стационаров (монографія). - Київ: Здоров'я, 1989 (співавт.);
- Стационары на дому (монографія). - Київ: Здоров'я, 1991 (співавт.);
- Економічна модель сімейної медицини // Ваше здоров'я. - 1994. - № 9. - С. 27—29;
- Сімейна медицина (завдання, принципи, моделі) // Лікув. діагност. — 1997. — № 3. — С. 41—44;
- Базилевич Я., Огірко І. Післядипломна медична освіта з інформатизації та моделювання //Укр. мед. вісті. — 1998. — Т. 2: Матеріали VII Конгресу Світової федерації українських лікарських товариств; число 1—2 (59—60). — С. 71.